# Johann Gottlieb Beckmann
Johann Gottlieb Beckmann (* 1695 im Kurfürstentum Sachsen; † 22. Februar 1769 in Lichtenstein) war ein deutscher Forstmann, fürstlicher Jäger und Autor.

## Leben
Es wird vermutet, dass Beckmann zwischen 1696 und 1700 geboren wurde und dass er keine höhere forstwirtschaftliche Ausbildung erhalten hatte. Er war Privatforstbeamter und hochgräflicher Jäger der Grafen Albrecht Carl Friedrich und Friedrich Albert von Schönburg zu Lichtenstein im Kurfürstentum Sachsen. Bereits 1743 machte er auf der Schönburgischen Herrschaft Waldenburg den Versuch, auch ohne Flächeninhalt einen nachhaltigen Abgabesatz zu bestimmen. 1754 war er Oberförster bei Albrecht Carl Friedrich von Schönburg (1710–1765) und übernahm 1760 den Holzförsterdienst beim Freiherrn Peter von Hohenthal (1726–1794) in Schmerkendorf, kehrte aber sehr schnell, aufgrund von „Unstimmigkeiten in seiner Dienstführung“, nach Lichtenstein zurück. 1764 stand Beckmann als Forstinspektor im Dienst des Grafen Detlev Carl von Einsiedel in Wolkenburg.
In seiner Anweisung zu einer pfleglichen Forstwirtschaft entwickelte er ein neues Verfahren der Waldertragsregelung. Dieses stützte er als erster auf Massen- und Zuwachsberechnungen. Nach eigenen Angaben stützte er seine Erkenntnisse auf „Versuche und Erfahrungen“ und er sprach von „Dickungen […], die er vor mehr als 40 J[ahren] in manchen Wäldern gefunden habe“, sodass er 1759 bereits über 50 Jahre alt gewesen sein muss. Er berücksichtigte bei seiner Waldwerthberechnung den Einfluss, den der Boden und das Klima auf den Wald hatten und welche Bedeutung der Unterwuchs für das Wachstum zukam und führte Versuche zur Holzaltersermittelung und Samenreife durch. Insekten als Waldschädlinge kamen in seinen Studien nicht vor.
Karl Wilhelm Hennert soll über ihn gesagt haben: „Die Beckmann’sche Taxation hatte mehr Genauigkeit als die sonst gewöhnliche. Sie bekam daher auch ihre Anhänger.“ Wilhelm Pfeil ging noch weiter und sagte: „Wir finden nicht, dass irgend etwas Wesentliches in der Taxationswissenschaft geschehen sei, bis Beckmann nicht bloss die Abschätzung auf den nachhaltigen Forstbetrieb zuerst anwandte, sondern auch die Art und Weise derselben zu diesem Behufe lehrte“ und Bernard Borggreve gab an: „Beckmann war unter den Ersten, die unsere heutige Fachwerks-Taxation, freilich in sehr ursprünglicher Form, anwandten. Er benutzte auch schon die 1721 von Réaumur (Mém. del’Acad roy.) erfundene Zuwachsberechnung und machte Holzmassenaufnahmen nach Modellstämme“ Er gilt nach Hans Dietrich von Zanthier als Erfinder einer Maschine zur Feuerdarre (Forstsamendarre), die dazu diente die Samen aus den Zapfen der Nagelgehölze zu lösen und aufzufangen. Er führte mit Heinrich Wilhelm Döbel zahlreiche Streitgespräche über die Forst- und Jagdwissenschaft. Er starb 1769 in Lichtenstein, seine Grablege fand vier Tage später in der dortigen Kirche St. Laurentius statt.

## Urheberschaft der Schriften
In den Akten mit der Korrespondenz des Verlegers Johann Leopold Montag, die sich im Staatsarchiv Amberg befinden, soll sich ein Brief vom 28. April 1766 befinden, in dem Carl Gottlieb Grote behauptet, er sei der eigentliche Verfasser der Schriften, die im Namen Johann Gottlieb Beckmanns herausgegeben wurden. Grote schrieb an Montag:

„Ich bin von je her ein sehr guter Freund von ihm, auch der eigentliche Verfaßer seiner Forstschriften gewesen […]“

Beckmann war 1766 als Forstinspektor beim Grafen Einsiedel. Es ist möglich, dass Grote Beckmann aktiv bei der Druckvorbereitung des Manuskriptes zur Holzsaat im Jahr 1756 behilflich war. Beide waren nachweislich miteinander bekannt und Beckmann hatte Grote beispielsweise einmal gebeten einen Brief von Christian Wilhelm von Heppe zu beantworten, in dem dieser ihn um die Zusendung von Lärchenzweigen mit Blüten bat, da er in Wolkenburg keine Lärchenbäume standen. Beckmann und Grothe waren beide Mitglieder der Leipziger Ökonomischen Sozietät. Am 26. Mai 1764 wurde Grote mit der Nummer 17 als Ehrenmitglied und zugleich Beckmann, Forstinspektor zu Wolkenburg, mit der Nummer 29 ordentliches Mitglied dieser Gesellschaft.

## Schriften (Auswahl)
Beckmanns Werk war von Bedeutung für die Ausbildung in der Waldbaulehre und der Forstabschätzung.
- Gegründete Versuche und Erfahrungen von der zu unsern Zeiten höchst nötigen Holzsaat. 2., viel vermehrte Auflage. Johann Christoph und Johann David Stößel, Chemnitz 1758 (archive.org). 5. Auflage: 1788.
- Anweisung zu einer pfleglichen Forstwirtschaft. Chemnitz 1759. 3. Auflage: 1784.
- Beiträge zur Verbesserung der Forstwissenschaft. Chemnitz 1763.
- Forstkalender, oder Verzeichniss derer Verrichtungen, die einem jeden Förster in jedem Monat vorzüglich obliegen. Forstwirtschaftskalender, 1764–1768.